# Springhead
Springhead är en ort i civil parish Saddleworth, i distriktet Oldham, i grevskapet Greater Manchester, i England. Springhead var en civil parish från 1894 till 1937 då den blev en del av Saddleworth. Denna civil parish hade 4 834 invånare år 1931.